# رندی جکسون (خواننده)
راندال داریوس "رندی" جکسون (زادهٔ ۲۳ ژوئن ۱۹۵۶) که با نام رندی جکسون شناخته می‌شود، بیسیست، خواننده و تهیه‌کننده موسیقی آمریکایی است که بیشتر او را به‌عنوان یکی از داوران برنامهٔ آمریکن آیدل و یکی از تهیه‌کنندگان مسابقهٔ رقص ام‌تی‌وی آمریکا می‌شناسند. وی در برنامه‌های رادیویی نیز شرکت داشته و یکی از مهمترین برنامه‌های وی در رادیو "Randy Jackson's Hit List" نام داشت. جکسون برندهٔ جایزهٔ گرمی برای بهترین تهیه‌کنندگی را به خود اختصاص داده‌است.
از فیلم‌های معروف او می‌توان به بازی در فیلم مردان سول اشاره کرد.

## آلبوم‌ها
- ۲۰۰۸: Randy Jackson's Music Club, Vol. 1

## تک آهنگ‌ها
- ۲۰۰۸: Dance Like There's No Tomorrow به همراه پائولا عبدل
- ۲۰۰۸: Randy Jackson's Music Club, Vol. 1 به همراه کاترین مک فی